# William Mattus
William Mattus Vega (født 17. april 1964 i Barva-Heredia i Costa Rica) er en costaricansk fodbolddommer som er mest kendt for at have dømt to kampe i VM 2002 i Sydkorea og Japan. Han dømte også en kamp i Copa América 2004.

## Karriere

### VM 2002
- 4. juni 2002: Japan – Belgien 2–2 (gruppespil)
- 13. juni 2002: Ecuador – Kroatien 1–0 (gruppespil)